# Klukowo (Gdańsk)
Klukowo (dawniej: Głukowo, kaszb. Klókòwò lub też Glukòwò, Glëkòwò, niem. Gluckau, dawniej Klukowo) – osiedle przedmiejskie w Gdańsku, w dzielnicy Matarnia.
Wieś Opactwa Cystersów w Oliwie w województwie pomorskim w II połowie XVI wieku.
Położone jest niedaleko Portu Lotniczego im. Lecha Wałęsy, przy obwodnicy Trójmiasta. Część terenu osiedla podlega również pod Pomorską Specjalną Strefę Ekonomiczną.
Klukowo zostało przyłączone w granice administracyjne miasta w 1973. Należy do okręgu historycznego Wyżyny.
Jest to jedno z niewielu osiedli w Gdańsku, gdzie nie ma bloków i jest bardzo dużo zieleni i gruntów ornych.